# Dig in Deep (Bonnie Raitt)
| Recensione          | Giudizio |
| ------------------- | -------- |
| AllMusic            | [ 1 ]    |
| Rolling Stone       | [ 2 ]    |
| PopMatters          | [ 3 ]    |
| American Songwriter | [ 4 ]    |
| Written in Music    | [ 5 ]    |

Dig in Deep è il diciassettesimo album in studio della cantautrice statunitense Bonnie Raitt, pubblicato nel febbraio del 2016.
L'album raggiunse l'undicesimo posto (il 19 marzo 2016) della classifica Billboard 200.
Il disco fu classificato al trentasettesimo posto dalla rivista musicale Rolling Stone tra i migliori cinquanta albums del 2016.

## Tracce
1. Unintended Consequence of Love – 4:49 (Jon Cleary, Bonnie Raitt)
2. Need You Tonight – 3:19 (Andrew Farriss, Michael Hutchence)
3. I Knew – 4:00 (Pat McLaughlin)
4. All Alone with Something to Say – 3:12 (Steven Dale Jones, Gordon Kennedy)
5. What You're Doin' to Me – 4:54 (Bonnie Raitt)
6. Shakin' Shakin' Shakes – 4:50 (T Bone Burnett, Cesar Rosas)
7. Undone – 4:13 (Bonnie Bishop)
8. If You Need Somebody – 5:11 (George Marinelli, Bonnie Raitt)
9. Gypsy in Me – 4:09 (Gordon Kennedy, Wayne Kirkpatrick)
10. The Comin' Round Is Going Through – 5:29 (George Marinelli, Bonnie Raitt)
11. You've Changed My Mind – 4:09 (Joseph Lee Henry)
12. The Ones We Couldn't Be – 4:14 (Bonnie Raitt)

## Formazione
- Bonnie Raitt - voce, cori, chitarra elettrica, slide guitar, pianoforte, percussioni
- Jon Cleary - pianoforte, cori, Fender Rhodes
- George Marinelli - chitarra elettrica, cori, chitarra acustica
- Mike Finnigan - tastiera, organo Hammond B3, clavinet, pianoforte, Fender Rhodes
- James Hutch Hutchinson - basso
- Ricky Fataar - batteria, cori, percussioni
- Greg Leisz - chitarra acustica
- Patrick Warren - tastiera
- Jon Cleary - pianoforte, cori, Fender Rhodes
- Jay Bellerose - batteria
- David Piltch - basso, contrabbasso
- Bill Frisell - chitarra elettrica
- Joe Henry - chitarra acustica
- Arnold McCuller, Maia Sharp - cori

Note aggiuntive
- Bonnie Raitt - produttore (eccetto brano: You've Changed My Mind)
- Joe Henry - produttore (solo brano: You've Changed My Mind)
- Ryan Freeland - ingegnere delle registrazioni, mixaggio
- Registrato al Henson Studios di Hollywood, California ed al Stampede Origin Studio di Culver City, California, inverno 2015
- Mixato al Stampede Origin Studio di Culver City, California, primavera 2015
- Brano: You've Changed My Mind, registrato al Garfield House di Pasadena, California nel settembre del 2010
- Pablo Ernandez - secondo ingegnere delle registrazioni
- Josh Simmons - terzo ingegnere delle registrazioni
- Manny Alvarez - tecnico basso, chitarre
- Masterizzazione di Kim Rosen al Knuck Mastering di Ringwood, New Jersey
- Norman Moore - art direction, design
- Marina Chavez - fotografie